# Ekaterina Alekseevna Volkonskaja
Principessa Ekaterina Alekseevna Volkonskaja, in russo Екатерина Алексеевна Волконская? (19 ottobre 1754 – Mosca, 17 novembre 1829), è stata una nobildonna russa.

## Biografia
Era la seconda figlia di Aleksej Nikitič Volkonskij (?-1781), e di sua moglie, Margarita Rodionovna Košelëva (?-1790). Aveva tre sorelle e tre fratelli:
- Marija (1750-1804), sposò Ivan Sergeevič Gagarin
- Nikolaj (1757 -1834)
- Pëtr (1759-1827)
- Varvara (1760-1827), sposò Michail Naryškin
- Anna (1762-1828)
- Michail

### Matrimonio
Il 6 maggio 1781, a 26 anni, sposò un uomo ricco, Aleksej Ivanovič Musin-Puškin, consigliere segreto e amante di antichità russe. Ebbero otto figli:
- Marija Alekseevna (1781-1863), sposò Aleksej Zacharovič Chitrov, ebbero sei figli;
- Ivan Alekseevič (1783-1835);
- Natal'ja Alekseevna (1784-1829), sposò il principe Dmitrij Michailovič Volkonskij;
- Ekaterina Alekseevna (1786-1870), sposò il principe Vasilij Petrovič Obolenskij, ebbero sette figli;
- Aleksandr Alekseevič (1788-1812);
- Sof'ja Alekseevna (1792-1878), sposò il principe Vasilij Šachovskoj;
- Varvara Alekseevna (1796-1829), sposò il principe Nikolaj Trubeckoj;
- Vladimir Alekseevič (1798-1854), sposò Emily Karlovna Stjernvall, ebbero sei figli.

Tutti i bambini vennero educati in francese, con la guida dell'Abbé Surugue.
Nel 1812, un incendio distrusse la biblioteca del marito, che rimase terribilmente scioccato. Il 21 marzo 1813 venne ucciso suo figlio Aleksandr. Il 1º febbraio 1817, a Mosca, suo marito morì.

### Morte
Dopo la morte del marito, Ekaterina prese in mano l'amministrazione del patrimonio familiare. Morì il 17 novembre 1829, dopo aver perso due figlie nello stesso anno. Fu sepolta accanto al marito nella sua tenuta, nel villaggio di Ilovne.